# Orłowo Morskie (gmina)
Orłowo Morskie – dawna gmina wiejska istniejąca w latach 1934–1935 w woj. pomorskim (dzisiejsze woj. pomorskie). Siedzibą władz gminy było Orłowo Morskie (obecnie dzielnica Gdyni o nazwie Orłowo).
Gmina jednostkowa Orłowo Morskie została utworzona 1 października 1931 roku w powiecie morskim w woj. pomorskim (II RP) z części obszarów dworskich Mały Kack, Redłowo, Kolibki i Chylonja-leśnictwo.
1 sierpnia 1934 roku na obszarach byłego zaboru pruskiego (a także Galicji) przeprowadzono reformę komasacyjną polegającą na scalaniu drobnych gmin jednowioskowych w większe jednostki administracyjne. Gmina Orłowo Morskie jako jedna z niewielu gmin przeszła przez reformę (czyli stając się de iure gminą zbiorową) zachowując jednostkowy charakter; dołączono do niej tylko resztki dawnych obszarów dworskich Mały Kack, Redłowo, Kolibki i częściowo Chylonja. 
Gmina została zniesiona już 13 czerwca 1935 roku, a jej obszar włączono w całości do Gdyni.
Zobacz też: gmina Orłowo.